# Rush Rush
"Rush Rush" é uma canção da cantora americana Paula Abdul, do seu segundo álbum de estúdio,  Spellbound (1991). Lançada em 2 de maio de 1991, pela Virgin Records como o single de estréia do álbum, a canção foi escrita por Peter Lord, e produzida por Peter Lord e V. Jeffrey Smith (ambos membros da The Family Stand), e obteve grande sucesso nos EUA, onde alcançou o topo da parada Billboard Hot 100, ficando na posição número um por cinco semanas consecutivas.

## Antecedentes
"Rush Rush" foi uma mudança para Abdul estilisticamente, pois foi sua primeira balada lançada como single, seguindo os seis singles dançantes de seu LP de estreia, e foi visto por todos os críticos como uma estratégia bastante arriscada para começar a promover seu segundo álbum Spellbound. Mas a decisão foi justificada, já que foi muito bem recebida no varejo.
Apresentada pela primeira vez a Abdul como uma demo pela The Family Stand em 1990, a cantora tornou-se aficionada de que ela fosse o primeiro single. No outono de 1990 no estúdio Studio Masters, Abdul gravou um vocal para a faixa, o qual nunca teve a intenção de ser usado na mixagem final da canção. Mas os produtores sentiram que essa sonoridade rústica era o que era necessário para dar à música seu tom ingênuo, para combinar com seu tema e com seu vídeo promocional; o vocal acabou entrando para a mixagem final em março de 1991.

## Versão de Eliana
Uma versão em português de "Rush Rush" denominada "Como um Beijo em Noite de Luar" foi lançada em 1999, cantada por Eliana. É o décimo terceiro single de sua carreira como cantora, parte do álbum Primavera, lançado no mesmo ano.

#### Antecedentes
A música original foi escrita por Peter Lord, enquanto que a versão do álbum de Eliana foi escrita por Paulo Sérgio Valle, que também adaptou Any Fool Could See (You Were Meant To Me) de Barry White para Primavera. A canção fala sobre uma pessoa que esta vivendo um amor intensamente.

#### Apresentações
Durante o Programa Raul Gil, ela cantou esta música para Roberto Justus. Na época, eles eram namorados. Ela também foi incluída na turnê Primavera de 1999.